# 石城国造
石城国造（いわきのくにのみやつこ、いわきこくぞう）は、石城国（後の律令国の陸奥国南部）を支配した国造である。

## 概要

### 祖先
- 『先代旧事本紀』「国造本紀」では、成務朝に建許侶命を国造に定めたことに始まるとされる。
- 『陸奥国風土記』逸文の八槻郷条には国造・磐城彦の名前が見える。

### 氏族
石城氏（いわきうじ、姓は直）。
「国造本紀」には「天津彦根命の後裔の建許侶命が石城国造の祖」、『古事記』神武段には、「神武天皇の子の神八井耳命が意冨臣・道奥石城国造等の祖」と記されている。

## 本拠

### 支配領域
国造の支配領域は当時石城国と呼ばれていた地域で、後の陸奥国石城郡、現在の福島県浜通りのうち、いわき市北半分から大熊町にかけての地域にあたる。
7世紀中葉には、道奥菊多国造（南隣）や高国造と合併して、多珂国を形成した。石城国造の領土について、北限は、『常陸国風土記』に記されている「陸奥国の石城郡の苦麻の村」、即ち明治以後の大熊となっている。

## 氏神
- 大國魂神社（おおくにたまじんじゃ）
磐城郡国魂郷（現在の福島県いわき市平菅波字宮前26）に鎮座する。

### 関連神社
- 磐城国造神社（いわきこくぞうじんじゃ）
いわき市小名浜に鎮座する神社。建許呂命を祀る。

### 墓
- 甲塚古墳（かぶとづかこふん）
大國魂神社の東方200mに所在し、建許侶命を葬ったと伝えられる高さ8m・直径37mの円墳（国の史跡）。

## 子孫
- 石城評造部志許赤
  - 『常陸国風土記』によれば、孝徳天皇9年（653年）に、多珂国造の石城直美夜部とともに東国惣領の高向大夫に郡の分割を申請している。

- 於保磐城臣山際
  - 神護景雲3年（769年）に磐城郡人・外正六位上であり、同年に丈部氏（無姓）から改姓した。
    - いわき市の荒田目遺跡から出土した仁寿3年（853年）の頃のものと考えられる木簡には、大領・於保臣の署名と、於保氏（姓の有無は不明）の人物として五百継、子槐本家、太青女、真名足、子於足の名前が見える[1]。

- 於保磐城臣御炊
  - 天応2年（782年）7月26日に外従五位下を授けられた。

- 磐城臣千□
  - 「宝亀11年（780年）9月17日」と記された多賀城跡漆紙文書に名前が見える[1]。

- 磐城臣藤成

天長3年（826年）1月23日に外正六位上であった藤成に外従五位下が授けられた。
- 磐城臣雄公、磐城臣貞道、磐城臣弟成、磐城臣秋生
  - 『続日本後紀』承和11年（840年）正月八日条によれば、雄公は磐城郡大領外従五位下であり、阿倍磐城臣姓を賜ったという。